# Heteroerythrops microps
Heteroerythrops microps är en kräftdjursart som beskrevs av Murano 1966. Heteroerythrops microps ingår i släktet Heteroerythrops och familjen Mysidae. Inga underarter finns listade i Catalogue of Life.